# Third Watch
Third Watch is een Amerikaanse dramaserie die op de Amerikaanse tv werd uitgezonden van 1999 tot 2005.

## Rolverdeling
| Acteur              | Personage                       |
| ------------------- | ------------------------------- |
| Coby Bell           | Off. Tyrone 'Ty' Davis Jr.      |
| Jason Wiles         | Off. Maurice 'Bosco' Boscorelli |
| Michael Beach       | Monte 'Doc' Parker              |
| Alyxx Morgen        | Nurse Morgen                    |
| John Michael Bolger | Lt. Johnson                     |
| Tia Texada          | Sgt. Maritza Cruz               |
| Anthony Ruivivar    | Carlos Nieto                    |
| Molly Price         | Det. Faith Yokas                |
| Skipp Sudduth       | Off. John 'Sully' Sullivan      |